# يازي بلاخي (سرا سقز)
قرية يازي بلاخي (بالكردية: یازی بڵاخی) هي إحدى القرى التابعة لـسرا في ريف قسم مركزي من مقاطعة سقز، في محافظة كردستان الإيرانية.

## السكان
حسب إحصاءات سنة 2006، بلغ إجمالي السكان في يازي بلاخي 569 نسمة وعدد المساكن 94 مسكن. لغة سكان يازي بلاخي هي اللغة الكردية و هم من أهل السنة والجماعة والمذهب الشافعي.